# Emin von Wildenbruch

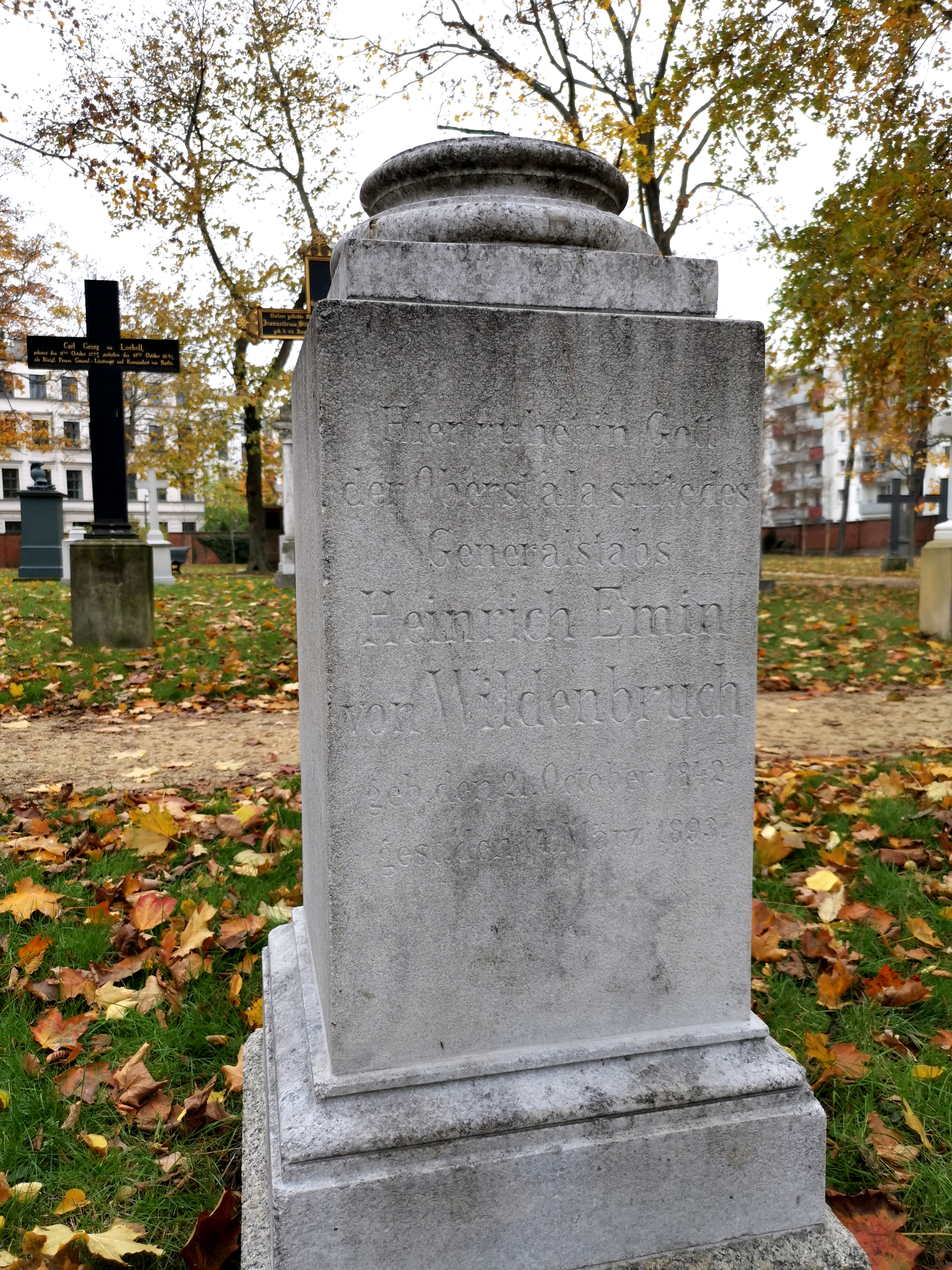
Grab auf dem Alten Garnisonsfriedhof Berlin-Mitte

Heinrich Emin von Wildenbruch (* 21. Oktober 1842 in Beirut; † 14. März 1893 in Berlin) war ein preußischer Oberst à la suite des Generalstabes und erstes Direktionsmitglied der Kriegsakademie.

## Leben
Emin war das dritte von sechs Kindern des preußischen Generalkonsuls in Syrien Louis von Wildenbruch und dessen Gattin Ernestine, geborene von Langen. Wie seine jüngeren Brüder Ernst und Ludwig, besuchte er, nach privatem Unterricht bei Friedrich August Pischon, von 1855 bis 1858 das Königliche Pädagogium an den Franckeschen Stiftungen in Halle (Saale). Nachdem Wildenbruch vier Semester Rechtswissenschaften studiert hatte, trat er am 1. Oktober 1863 als Fahnenjunker in das Kaiser Franz Garde-Grenadier-Regiment Nr. 2 der Preußischen Armee in Berlin ein. Bis Mitte September 1864 avancierte er zum Sekondeleutnant. Von Mitte Mai bis Anfang September 1866 war Wildenbruch zum I. Bataillon im 2. Garde-Grenadier-Landwehr-Regiment kommandiert und nahm während dieser Zeit im Krieg gegen Österreich an den Schlachten bei Münchengrätz sowie Königgrätz teil.
Nach dem Krieg wirkte er von Mitte Mai 1867 bis Mitte März 1870 als Erzieher beim Berliner Kadettenhaus. Im folgenden Krieg gegen Frankreich wurde Wildenbruch in der Schlacht bei Gravelotte am Unterschenkel schwer verwundet, welche eine erhebliche Verkürzung des rechten Beines zur Folge hatte. Ausgezeichnet mit dem Eisernen Kreuz II. Klasse stieg er Anfang Januar 1871 zum Premierleutnant auf und absolvierte ab Oktober zur weiteren Ausbildung für drei Jahre die Kriegsakademie in Berlin. Von Anfang Januar bis Ende April 1875 war er zunächst als Adjutant beim Gouvernement der Festung Mainz und anschließend zur Dienstleistung zum Großen Generalstab kommandiert. Mit der Beförderung zum Hauptmann kehrte Wildenbruch kurzzeitig als Chef der 12. Kompanie am 3. Februar 1877 in den Truppendienst zurück. Bereits am 19. April 1877 wurde er unter Stellung à la suite seines Regiments in den Nebenetat des Großen Generalstabes versetzt und Ende Mai unter Belassung in dieser Eigenschaft à la suite des Generalstabes der Armee gestellt. Wildenbruch wurde am 16. November 1880 dem Generalstab der Armee aggregiert und bis zum 29. Mai 1883 als Militärattaché an die Kaiserliche Gesandtschaft nach Bern kommandiert. Anschließend war er wieder zur Dienstleistung beim Großen Generalstab kommandiert und wurde Anfang Februar 1884 in den Generalstab der 18. Division nach Flensburg versetzt. Hier erfolgte zwei Monate später seine Beförderung zum Major.
Im Rahmen der Deutsch-Japanischen Beziehungen und der Modernisierung der Japanischen Armee ließ Wildenbruch sich mit Wirkung 15. März 1888 für zweieinhalb Jahre beurlauben und wirkte während dieser Zeit als Leiter der Heereshochschule in Tokio. Er hatte damit wesentlichen Einfluss auf die Heeresorganisation, deren Erfolge im Japanisch-Chinesischen Krieg 1894/95 sichtbar wurden. Nach seiner Rückkehr nach Deutschland wurde er am 24. März 1890 unter Beförderung zum Oberstleutnant mit dem Rang eines Abteilungschefs im Generalstab der Armee wieder angestellt. Wildenbruch erhielt für sein Wirken in Japan den Kronen-Orden III. Klasse und die Erlaubnis zur Annahme des Kommandeurkreuzes des Ordens der Aufgehenden Sonne sowie der Erinnerungs-Medaille.
Nachdem man ihn Mitte Juli 1890 unter Stellung à la suite des Generalstabes der Armee als Abteilungschef in den Nebenetat des Großen Generalstabes versetzt hatte, wurde Wildenbruch am 18. November 1890 zum ersten Direktionsmitglied der Kriegsakademie ernannt. Dort hielt er u. a. Unterricht über den Generalstabsdienst. Anlässlich des Ordensfestes wurde Wildenbruch im Januar 1893 mit dem Roten Adlerorden III. Klasse mit Schleife ausgezeichnet und Ende des Monats zum Oberst befördert. Nach langem Leiden starb Wildenbruch an den Folgen einer Kehlkopfkrebserkrankung. Er wurde, gegenüber dem Grab seiner Mutter, auf dem Feld V des Alten Berliner Garnisonfriedhofes beerdigt. Sein Grabstein ist erhalten.